# Arc de Lentulus et Crispinus
L'arc de Lentulus et Crispinus (en latin : Arcus Lentuli et Crispini) est un arc de triomphe romain érigé au début du Ier siècle, aujourd'hui détruit.

## Localisation
L'arc est érigé à Rome entre la Porte Trigémine du mur servien et la statio Annonae, au sud du Forum Boarium, à proximité des carceres du Circus Maximus.

## Histoire
L'arc est construit par les consulaires Titus Quinctius Crispinus Valerianus et Lucius Cornelius Lentulus en 2 ap. J.-C.,. Sa construction s'inscrit probablement dans le programme de restauration du réseau des aqueducs lancé par Auguste, comme l'arc de Dolabella et Silanus. Il semble que cette voûte a servi d'arcade à l'aqueduc de l'Aqua Appia ou à l'aqueduc de l'Aqua Marcia et qu'elle a été détruite vers le milieu du XVe siècle.